# ماریانکووو (استان لهستان بزرگ‌تر)
ماریانکووو (به لاتین: Mariankowo) یک روستا در لهستان است که در گمینا شدلتس واقع شده‌است.
 ماریانکووو  ۱۴۰ نفر جمعیت دارد.